# Prayer Book Rebellion

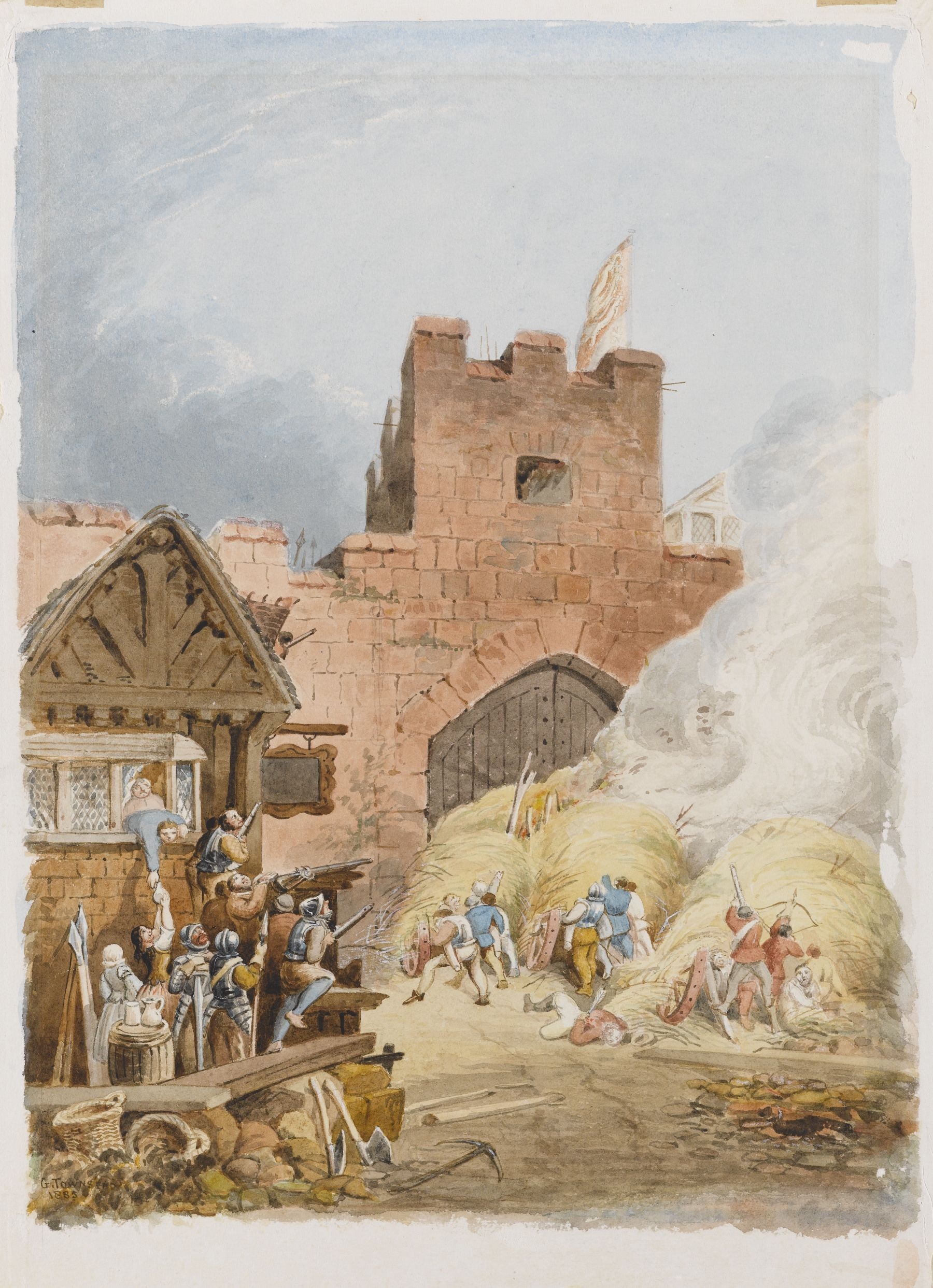
The West Gate, Exeter and the Siege of 1549

Prayer Book Rebellion var ett uppror som ägde rum i Cornwall i Devon i England 1549. 
Det utlöstes av en kombination av motstånd mot den pågående reformationen bland katolska bönder, symboliserad av introduktionen av Book of Common Prayer. Den ägde rum samtidigt som Buckinghamshire and Oxfordshire rising of 1549, som också var ett protestuppror mot reformationen, och bidrog till uppfattningen att England då genomgick en period av politisk oro och instabilitet, känd som "the commotion time". Det slogs ned efter två månader och dess ledare avrättades i London.